# New Jazz Conceptions
New Jazz Conceptions ist das Debütalbum des Jazzpianisten Bill Evans, aufgenommen am 18. und 27. September 1956 in New York City und veröffentlicht auf Riverside Records.

## Das Album
Zum Zeitpunkt der Aufnahmen von New Jazz Conceptions hatte der siebenundzwanzigjährige Pianist Bill Evans lediglich bei einigen Alben des Gitarristen Dick Garcia, bei George Russells Jazz Workshop und bei Aufnahmen des Klarinettisten Tony Scott, mitgewirkt, dessen Band er seit dem Sommer 1956 angehörte. Orrin Keepnews, der Gründer des jungen Labels Riverside Records, das bislang lediglich mit Thelonious Monks Aufnahmen einen gewissen Erfolg verbuchen konnte, bekam einen Anruf von dem mit Evans befreundeten Gitarristen Mundell Lowe, der ihm und Bill Grauer ein Demo-Band mit Aufnahmen des bislang unbekannten Pianisten vorspielen wollte. Keepnews wollte sich zunächst nicht darauf einlassen, meinte jedoch später: „Aber wir hörten uns Bill Evans an und merkten sofort trotz der telefonischen Verzerrung, dass Mundells junger Freund etwas besonderes war. Danach habe ich Bill Evans mehrmals in Clubs gehört – er spielte dort zumeist mit Tony Scott. Schließlich gaben wir ihm einen Vertrag – wir benutzten die üblichen vorgedruckten Gewerkschaftsformulare und zahlten anfangs auch nur das garantierte Mindesthonorar“.
Evans’ erste Aufnahmesitzung für Riverside fand am 18. und 27. September 1956 statt; es war ein Trio aus Evans selbst, dem Bassisten Teddy Kotick und dem Schlagzeuger Paul Motian, der Evans’ Trios bis 1962 angehören sollte. Sie spielten elf Stücke ein, die teilweise den Einfluss von Evans’ damaligen Vorbildern George Russell und Tony Scott zeigen, ein Jazzstandards-Programm aus Cole Porter, Rodgers-Hart und Robin/Rainger-Kompositionen wie „I Love You“, „My Romance“ und „Easy Living“; aus dem Post-Bebop-Repertoire stammten George Shearings „Conception“ und Tadd Damerons „Our Delight“. Bill Evans brachte vier Eigenkompositionen ein, „Five“, „Displacement“, „No Cover, No Minimum“ und „Waltz for Debby“. Besonders die letzten beiden Stücken sollten – in weiteren Ausformungen – dann zu Evans’ langjährigem Repertoire gehören. Der Evans-Biograph Hanns E. Petrik schrieb hierzu:
„es waren Kompositionen, die in Aufbau und Charakter eine große künstlerische Bandbreite ankündigten - besonders einprägsam das nur eine Minute und sechzehn Sekunden dauernde Solo-Stück „Waltz for Debby“. Er hatte es seiner kleinen Nichte gewidmet – es sollte weltberühmt und seine bekannteste Komposition werden“. Trotz der Bandbreite von Hard Bop, Blues, Balladen und Anklänge an den Third Stream war „Evans’ Originalität nur am Rande spürbar. Man erlebte einen noch unausgereiften, wenn auch technisch exzellenten Pianisten. (...) Trotz der Einschränkungen zeigte die erste LP aber schon Anflüge jener für ihn typischen Melancholie, die später viele seiner Platten bestimmte, besonders erkennbar in den nur kurz angerissenen Balladen, die ohne Improvisationsteil vorgestellt werden“.
Wie Produzent Orrin Keepnews später meinte, hatte die Platte zunächst geringen Einfluss auf die Jazzszene; Riverside verkaufte im ersten Jahr lediglich 800 Exemplare. Die Langspielplatte wurde aber von Evans’ Kollegen aufmerksam wahrgenommen; nach dem Erscheinen der Aufnahmen im Dezember 1956 bis zum Mai 1958 (seinem Eintritt in die Miles-Davis-Band) sollte der Pianist an insgesamt 15 Aufnahmesessions mitwirken, so bei Don Elliott, Eddie Costa, erneut bei Tony Scott und schließlich bei George Russell, Charles Mingus (East Coasting) und Jimmy Knepper (Idol of the Flies).

## Bewertung des Albums
Tom Jurek bewertet das Album im All Music Guide mit vier Sternen und hebt hervor, dass Bill Evans’ Debüt schon die Unterschiede gegenüber zeitgenössischen, von Bud Powell beeinflussten Pianisten verdeutliche. Schon 1956, also über ein Jahr vor seiner Mitgliedschaft im Miles Davis-Sextett, habe Evans seine eigene Stimme und einen lyrischen swingenden Stil ausgebildet. Der Autor hebt insbesondere die Original-Version seiner klassischen Komposition „Waltz for Debby“ hervor, das Evans im Gegensatz zu den anderen Nummern solo vortrage. New Jazz Conceptions sei ein starker Start zu einer beeindruckenden Karriere.
Etwas zurückhaltender fällt die Bewertung des Albums im Penguin Guide to Jazz aus; Richard Cook und Brian Morton, die dem Album lediglich drei Sterne verliehen, sehen in New Jazz Conceptions „einen schönen, recht guten Set; es sei eben die Aufnahme eines Talents in seinen frühen Tagen“.
Hanns E. Petrik sieht Evans’ erste LP als „eine gute musikalische Mischung, die Standard-Stücke und eigene Kompositionen umfasste und die gängigen Stilbereiche (…) im geschickten Wechsel servierte“. Herausragend sei dabei die Ballade „Waltz for Debby“.

## Die Titel

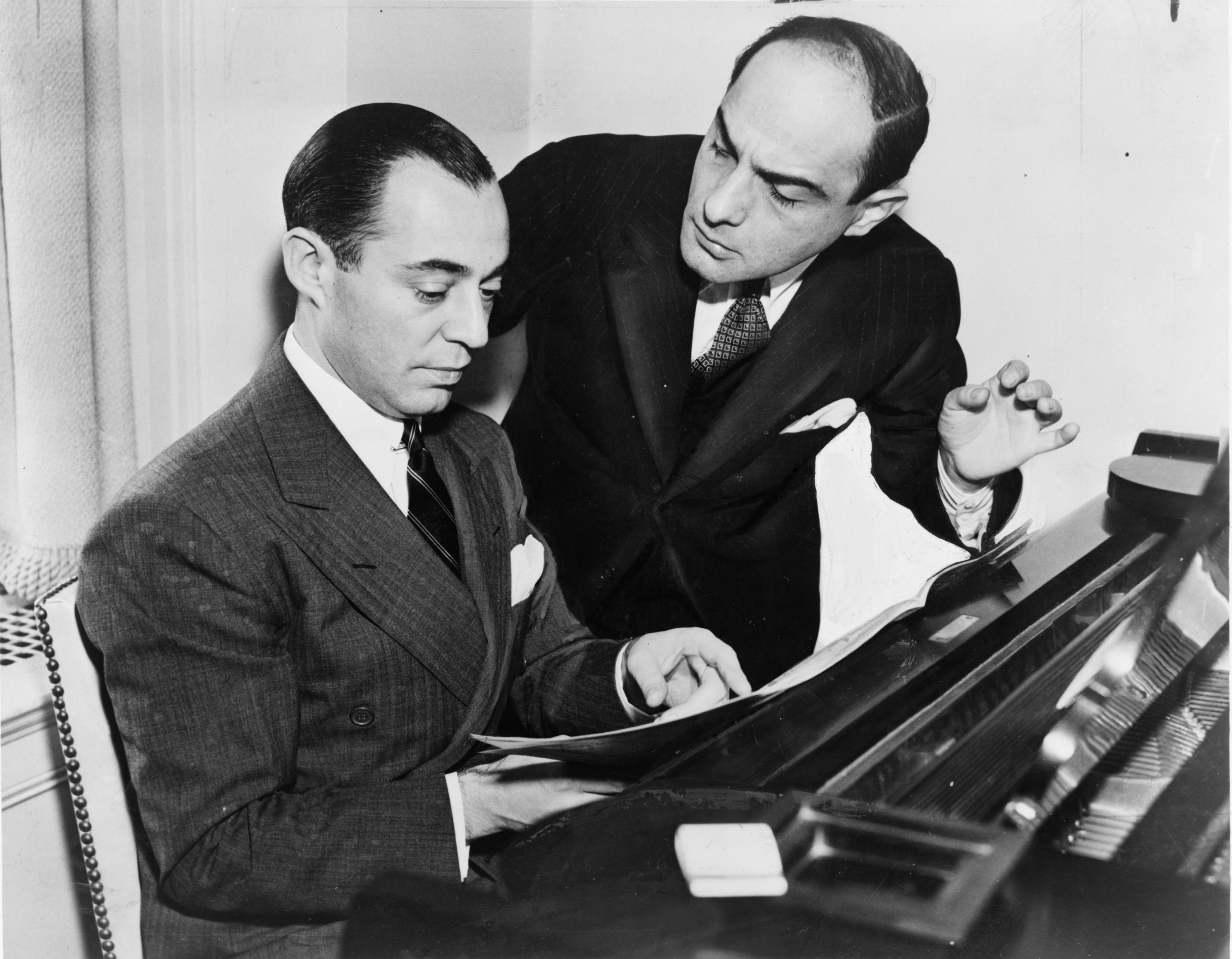
Richard Rodgers (links) und Lorenz Hart (rechts) (1936), von ihnen stammt „My Romance“

- Bill Evans Trio – New Jazz Conceptions (Riverside RLP 12-223)

1. I Love You (Cole Porter) – 3:53
2. Five (Bill Evans) – 4:00
3. I Got It Bad (And That Ain’t Good) (Duke Ellington, Paul Francis Webster) – 1:37
4. Conception (George Shearing) – 4:44
5. Easy Living (Leo Robin, Ralph Rainger) – 3:51
6. Displacement (Evans) – 2:34
7. Speak Low (Kurt Weill, Ogden Nash) – 5:08
8. Waltz for Debby (Evans, Gene Lees) – 1:18
9. Our Delight (Tadd Dameron) – 4:44
10. My Romance (Richard Rodgers, Lorenz Hart) – 1:59
11. No Cover, No Minimum take 2 (Evans) – 7:31

Der CD-Veröffentlichung von Fantasy/OJC OJCCD 025-2, 1987 wurde der Alternate Take „No Cover, No Minimum“ take 1 hinzugefügt.